# Custódio Valente
Custódio Valente (? - ?) foi um administrador colonial que governou o Grão-Pará de outubro de 1619 a maio de 1620, tendo como seus adjuntos o Frei Antonio da Merciana e o Capitão Pedro Teixeira.